# Новое Шишкино
Новое Шишкино — деревня в Туринском городском округе Свердловской области России.

## Географическое положение
Новое Шишкино расположено в 4 километрах к западу-северо-западу от города Туринска (по автотрассе — 38 километров), на правом берегу реки Туры.

## Население
| 2002 | 2010 | 2021 |
| ---- | ---- | ---- |
| 199  | ↘184 | ↘116 |